# Cesare Emiliani
Cesare Emiliani, född 1922 i Bologna, död 1995 i Florida, USA, var en nordamerikansk geolog. Han var en av 1900-talets mest framstående mikropaleontologer och grundare av paleoceanografin.
Han slog fast att de kvartära istiderna är cykliska förlopp, vilket blev starkt stöd åt Milutin Milankovitchs hypotes och kom att revolutionera tankarna kring oceanernas och nedisningarnas historia. Han medverkade även till att få fram bevis för hypoteserna om havsbottenspridning och plattektoniken.
På äldre dar ägnade Emiliani mycket tid åt att väcka intresse för en kalenderreform - ett erakoncept på Holocen epok bas. Hans ambition var att med en Holocen era eliminera begreppet f.Kr. – A.D. — tidräkningens lakun.